# Afropitecins
Els afropitecins (Afropithecinae) foren una subfamília de primats ja extinta. Només s'hi ha inclòs quatre gèneres fòssils: Heliopithecus, Nacholapithecus, Equatorius i Afropithecus. Aparegueren després dels gibons, però abans que els homínids.